# النبوان (الدوادمي)
النبوان، هي قرية من فئة (أ) تقع في محافظة الدوادمي، والتابعة لمنطقة الرياض في السعودية. وتبعد النبوان عن محافظة الدوادمي بمسافة تقارب (60) كم.